# Sigmoria simplex
Sigmoria simplex är en mångfotingart som beskrevs av Shelley 1981. Sigmoria simplex ingår i släktet Sigmoria och familjen Xystodesmidae. Inga underarter finns listade i Catalogue of Life.